# Château de la Corbière (Saint-Thomas-de-Courceriers)
Pour les articles homonymes, voir Corbière.
Le Château de la Corbière était un château français, aujourd'hui lieu disparu, situé à Saint-Thomas-de-Courceriers, dans le département de la Mayenne et la région des Pays de la Loire. Le lieu est situé à 2 500 mètres au sud-ouest du bourg..

## Désignation
- Apud Corberiam, 1219 (Cartulaire de l'Abbaye de Champagne.
- La Corbière, village (Hubert Jaillot).
- La Haute-Corbière, ferme ; la Basse-Corbière, ferme et moulin (Carte de Cassini).
- Les Corbières (Recensement)

## Historique
Il s'agissait d'une maison seigneuriale, fief et domaine, mouvant de Halcul et de Courceriers, à charge de 13 sols et 12 truelles d'avoine, du traînage des meules, et du charroi du trefoel. L'aveu de 1584 mentionne le manoir et le domaine contenant 17 journaux de terres et quatre hommées de prés ; celui de 1673 : « un grand corps de logis, métairie ; au-devant de la cour, colombier sur le portail d'entrée, jardins vergers ». Dans le logis, actuellement maison de ferme, on voyait encore à la fin du XIXe siècle quelques traces de peintures aux plafonds.. 

## Famille
Une famille noble qui tire son nom de la Corbière de Saint-Quentin-les-Anges. La Corbière de Méral et la Corbière de Saint-Thomas-de-Courceriers ne furent possédées que pendant un petit nombre de générations par des familles du même nom. Les Beunaiche de la Corbière, sont une famille titrée de la Corbière, en Saint-Thomas-de-Courceriers, alliée aux Aveneau, 1784, et aux Bastard de Fontenay.

## Sources et bibliographie
- « Château de la Corbière (Saint-Thomas-de-Courceriers) », dans Alphonse-Victor Angot et Ferdinand Gaugain, Dictionnaire historique, topographique et biographique de la Mayenne, Laval, A. Goupil, 1900-1910 [détail des éditions] (BNF 34106789, présentation en ligne)